# Fear of Physics
Fear of Physics: A Guide for the Perplexed är en bok av den amerikanske teoretiska fysikern Lawrence Krauss som publicerades 1994. Krauss berättar om allt ifrån fysiken av kokande vatten till ledande forskning om   universums observerbara gränser. Boken innehåller många anekdoter och exempel.